# Fernando Wellington
Fernando Wellington Oliveira de Mendonça, ou simplesmente Fernando Wellington (17 de outubro de 1978), é um goleiro brasileiro. No ano de 2012 foi chamado de "A Muralha Intransponível" no blog de Cleber Sgarbi. Atualmente está sem clube.

## Carreira
Fernando Wellington passou pelo Vitória da Bahia (1994 a 1996) onde teve sua 1ª convocação para Seleção Brasileira de Futebol sub 17. Deu início à sua carreira de atleta profissional no Internacional, em 1996, onde atuou até abril de 2002. Surgiu como promessa para o gol colorado, provável substituto do goleiro André Doring. O jogador, no entanto, não foi muito aproveitado pelo clube colorado no profissional, teve maior destaque nas categorias de base onde foi Bicampeão pelo Campeonato Gaúcho de Futebol Sub-20 (1997 e 1998) e Campeão da Copa São Paulo de Futebol Júnior (1998). Em 2012, quando defendeu o Luverdense Esporte Clube, sagrou-se campeão matogrossense defendendo três cobranças de pênalti na decisão contra o Cuiabá Esporte Clube. Necessitou de um longe período de tratamento no ano de 2013, com médicos renomados do CIME-Hospital Mae de Deus. Em 2014 retorna, com uma breve passagem no CEOV-MT e vindo a disputar gauchão peo Pelotas/RS.
Passou por diversos times desde então:
- 1994 – 1995: Esporte Clube Vitória da Bahia/BA
- 1996 – 2002: Sport Clube Internacional/RS
- 2003 – 2004: Sport Clube Ulbra/RS (Atualmente Canoas Sport Club)
- 2005: Futebol Clube Santa Cruz/RS
- 2006: Sport Clube Ulbra/RS[1]
- 2007 – 2008: Mogi Mirim Esporte Clube/SP
- 2008: Paulista Futebol Clube/SP
- 2008: Clube de Regatas Brasil/AL
- 2009: Guaratinguetá Futebol Ltda/SP
- 2009: Esporte Clube Juventude/RS
- 2010: Sociedade Esportiva e Recreativa Caxias do Sul/RS
- 2010: Esporte Clube Bahia/BA
- 2011: Guarani Futebol Clube/SP
- 2011: : Sociedade Esportiva e Recreativa Caxias do Sul/RS
- 2012: Luverdense Esporte Clube
- 2014: Esporte Clube Pelotas/rs

## Seleção brasileira
O goleiro teve duas convocações:
- SUB 17 - atuava pelo Esporte Clube Vitória da Bahia
- SUB 20 - atuava pelo Sport Clube Internacional

## Títulos e conquistas
- Bicampeão Baiano Juvenil (Vitória 1994 e 1995)
- Bicampeão Gaucho de Juniores (Internacional 1997 e 1998)
- Campeão Taça São Paulo (Internacional 1998)
- Campeão Gaucho Profissional (Internacional 2002)
- Campeão Gaucho Série B (Ulbra 2003)
- Campeão Gaucho Interior (Ulbra 2004)
- Acesso Série A1 – Campeonato Paulista (Mogi Mirim 2008)
- Campeão Gaucho Interior (SERCaxias 2010)
- Acesso Série A Brasileiro (Bahia 2010)
- Acesso Série A1 – Vice campeão Campeonato Paulista (Guarani 2011)
- Campeão Matogrossense (Luverdense 2012)